# Reklame for Alvor
Reklame for Alvor er en pris, som uddeles af den danske reklamebranche. Det er et frivilligt initiativ, der en gang om året samler kommunikationsbranchens ekspertise og ressourcer og stiller den til rådighed for et relevant budskab.
Prisen har eksisteret i Danmark siden 1998 og er skabt på baggrund af en tilsvarende pris med samme navn i Norge; Reklame for Alvor. I Danmark arrangeres prisen af Huset Markedsføring, og i Norge arrangeres den af Kreativt Forum.
Den blev uddelt for første gang i 1998 og har hvert år en værdi på over 8 millioner danske kroner.

## Modtagere
Vinderne gennem årene har været:
- 1998: Psykisk sygdom (4 organisationer)
- 1999: Foreningen Nydansker
- 2000: Anoreksiforeningen
- 2001: Læger uden Grænser
- 2002: Det Kriminalpræventive Råd
- 2003: Offerrådgivningen
- 2004: Dansk Flygtningehjælp
- 2005: Dansk Førstehjælpsråd
- 2006: Hjernesagen
- 2007: Høreforeningen
- 2008: HopeNow
- 2009: Girltalk.dk